# WHO'S GONNA COME?
『WHO'S GONNA COME?』（フーズ ゴナ カム）は、1988年3月25日に発売された早見優の12枚目のスタジオアルバム。発売元はトーラスレコード。規格品番は、LP: 28TR-2180 / CT: 28TT-1180 / CD: 28TR-2180。

## 概要
シングル「Lonely Liar」、本作と同時発売のシングル「GET UP」の英語ヴァージョンを収録したアルバム。
LPは全9曲入りで、CDのみ「GET UP」のB面曲で早見本人が作詞を手掛けた「CHECKING OUT!!」が収録され、全10曲となっている。
2012年4月に本アルバムを含むオリジナル・アルバムを全て収めたCD-BOX『Thank YU〜30th Anniversary Special Box〜』が発売された際には、アルバム未収録のシングル曲などのボーナス・トラックが8曲追加され、『WHO'S GONNA COME?+8』としてDisc-12に収録された。

## 収録曲

### LP・CT

#### Side A
1. WHO'S GONNA COME?
作詞: スザンヌ / 作曲: タケカワユキヒデ / 編曲: タケカワユキヒデ・KAZZ TOYAMA
2. YES IT IS
作詞: 湯川れい子 / 作曲: タケカワユキヒデ / 編曲: タケカワユキヒデ・KAZZ TOYAMA
3. ACTION 〜幸せになるための2つの方法〜
作詞: 吉元由美 / 作曲: タケカワユキヒデ / 編曲: タケカワユキヒデ・KAZZ TOYAMA
4. SHAKE
作詞: 吉元由美 / 作曲: 鈴木キサブロー / 編曲: 西平彰
5. SWEET DIARY
作詞: 吉元由美 / 作曲: 岸正之 / 編曲: 西平彰

#### Side B
1. GET UP〈ENGLISH VERSION〉
作詞: 湯川れい子 / 作曲: 葛口雅行 / 編曲: 武部聡志
2. COMPLEX BREAK OUT
作詞: 吉元由美 / 作曲: タケカワユキヒデ / 編曲: タケカワユキヒデ・KAZZ TOYAMA
3. Lonely Liar
作詞: 売野雅勇 / 作曲: 和泉常寛 / 編曲: 鷺巣詩郎
4. MR. FORTUNE
作詞: 湯川れい子 / 作曲: 鈴木キサブロー / 編曲: 西平彰

### CD
1. WHO'S GONNA COME?
2. YES IT IS
3. ACTION 〜幸せになるための2つの方法〜
4. SHAKE
5. SWEET DIARY
6. GET UP〈ENGLISH VERSION〉
7. COMPLEX BREAK OUT
8. CHECKING OUT!! (CD ONLY)
作詞：YŪ / 作曲：多々納好夫 / 編曲：鷺巣詩郎
9. Lonely Liar
10. MR. FORTUNE

### WHO'S GONNA COME?+8
1. WHO'S GONNA COME?
2. YES IT IS
3. ACTION 〜幸せになるための2つの方法〜
4. SHAKE
5. SWEET DIARY
6. GET UP〈ENGLISH VERSION〉
7. COMPLEX BREAK OUT
8. CHECKING OUT!!
9. Lonely Liar
10. MR. FORTUNE
[Bonus Track]
11. Caribbean Night
作詞・作曲: 中原めいこ / 編曲: 中村哲
  - 20枚目のシングルA面曲。
12. 一粒のリグレット
作詞: 青木美恵子 / 作曲: 財津和夫 / 編曲: 中村哲
  - 「Caribbean Night」のB面曲。
13. Tokio Express
作詞: 売野雅勇 / 作曲: 鈴木キサブロー / 編曲: 新川博
  - 21枚目のシングルA面曲。
14. 素顔でニュートラル!
作詞: 澤地隆 / 作曲: 紅林やよい / 編曲: 西平彰
  - 「Tokio Express」のB面曲。
15. Lonely Liar
  - 22枚目のシングルA面曲。
16. I'll Still Be Loving You
作詞: 堀川まゆみ / 作曲: 和泉常寛 / 編曲: 船山基紀
  - 「Lonely Liar」のB面曲。
17. Tokio Express〈ANOTHER VERSION〉
  - ベストアルバム『YŪ's BEAT』収録曲。
18. GET UP〈SINGLE VERSION〉
  - 23枚目のシングルA面曲。